# Линденлауб, Карл Вальтер
Карл Вальтер Линденлауб (нем. Karl Walter Lindenlaub; родился 19 июня 1957 года) — немецкий кинооператор.  Он был оператором полнометражных фильмов таких как «Звёздные врата», «День независимости» и «Призрак дома на холме».

## Фильмография
- Луна-44 / Moon 44 (1990)
- Универсальный солдат / Universal Soldier (1992)
- Звёздные врата / Stargate (1994)
- Роб Рой / Rob Roy (1995)
- Последний из племени людей-псов / Last of the Dogmen (1995)
- День независимости / Independence Day (1996)
- Близко к сердцу / Up Close and Personal (1996)
- Красный угол / Red Corner (1997)
- Шакал / The Jackal (1997)
- Призрак дома на холме / The Haunting (1999)
- Ночь в баре Маккула / One Night at McCool's (2001)
- Дневники принцессы / The Princess Diaries (2001)
- Последнее дело Ламарки / City by the Sea (2002)
- Сестрички-зажигалки / The Banger Sisters (2002)
- Госпожа горничная / Maid in Manhattan (2002)
- Благодаря Винн-Дикси / Because of Winn-Dixie (2005)
- Угадай, кто? / Guess Who (2005)
- Чёрная книга / Zwartboek (2006)
- Крутая Джорджия / Georgia Rule (2007)
- Хроники Нарнии: Принц Каспиан / The Chronicles of Narnia: Prince Caspian (2008)
- Ниндзя-убийца / Ninja Assassin (2009)
- Ирландец / Kill the Irishman (2010)
- История дельфина / Dolphin Tale (2011)
- Девять жизней / Nine Lives (2016)
- Тачка на миллион / Driven (2018)
- Кукла 2: Брамс / Brahms: The Boy II (2020)
- Разлука / Separation (2021)